# Villepreux
Villepreux és un municipi francès, situat al departament d'Yvelines i a la regió de Illa de França. L'any 2007 tenia 9.878 habitants.
Forma part del cantó de Saint-Cyr-l'École, del districte de Versalles i de la Comunitat d'aglomeració Saint-Quentin-en-Yvelines.

## Demografia

### Població
El 2007 la població de fet de Villepreux era de 9.878 persones. Hi havia 3.538 famílies, de les quals 748 eren unipersonals (252 homes vivint sols i 496 dones vivint soles), 887 parelles sense fills, 1.531 parelles amb fills i 372 famílies monoparentals amb fills.
La població ha evolucionat segons el següent gràfic:
Habitants censats

### Habitatges
El 2007 hi havia 3.755 habitatges, 3.599 eren l'habitatge principal de la família, 11 eren segones residències i 145 estaven desocupats. 2.743 eren cases i 951 eren apartaments. Dels 3.599 habitatges principals, 2.659 estaven ocupats pels seus propietaris, 881 estaven llogats i ocupats pels llogaters i 59 estaven cedits a títol gratuït; 127 tenien una cambra, 264 en tenien dues, 413 en tenien tres, 1.001 en tenien quatre i 1.795 en tenien cinc o més. 2.626 habitatges disposaven pel capbaix d'una plaça de pàrquing. A 1.563 habitatges hi havia un automòbil i a 1.715 n'hi havia dos o més.

### Piràmide de població
La piràmide de població per edats i sexe el 2009 era:
| Homes | Edats   | Dones |
| ----- | ------- | ----- |
| 0     | 95 o +  | 4     |
| 4     | 90 a 94 | 16    |
| 16    | 85 a 89 | 52    |
| 8     | 80 a 84 | 20    |
| 44    | 75 a 79 | 92    |
| 128   | 70 a 74 | 100   |
| 172   | 65 a 69 | 188   |
| 224   | 60 a 64 | 228   |
| 232   | 55 a 59 | 256   |
| 312   | 50 a 54 | 340   |
| 452   | 45 a 49 | 364   |
| 388   | 40 a 44 | 412   |
| 408   | 35 a 39 | 448   |
| 364   | 30 a 34 | 384   |
| 292   | 25 a 29 | 324   |
| 312   | 20 a 24 | 192   |
| 344   | 15 a 19 | 348   |
| 360   | 10 a 14 | 404   |
| 328   | 5 a 9   | 444   |
| 248   | 0 a 4   | 340   |

## Economia
El 2007 la població en edat de treballar era de 6.485 persones, 4.948 eren actives i 1.537 eren inactives. De les 4.948 persones actives 4.642 estaven ocupades (2.395 homes i 2.247 dones) i 306 estaven aturades (165 homes i 141 dones). De les 1.537 persones inactives 361 estaven jubilades, 742 estaven estudiant i 434 estaven classificades com a «altres inactius».

### Ingressos
El 2009 a Villepreux hi havia 3.576 unitats fiscals que integraven 10.103 persones, la mediana anual d'ingressos fiscals per persona era de 25.679 €.

### Activitats econòmiques
Dels 298 establiments que hi havia el 2007, 2 eren d'empreses extractives, 3 d'empreses alimentàries, 1 d'una empresa de fabricació de material elèctric, 8 d'empreses de fabricació d'altres productes industrials, 30 d'empreses de construcció, 49 d'empreses de comerç i reparació d'automòbils, 12 d'empreses de transport, 12 d'empreses d'hostatgeria i restauració, 18 d'empreses d'informació i comunicació, 13 d'empreses financeres, 15 d'empreses immobiliàries, 43 d'empreses de serveis, 74 d'entitats de l'administració pública i 18 d'empreses classificades com a «altres activitats de serveis».
Dels 53 establiments de servei als particulars que hi havia el 2009, 1 era una oficina de correu, 4 oficines bancàries, 4 tallers de reparació d'automòbils i de material agrícola, 3 autoescoles, 4 paletes, 8 guixaires pintors, 1 fusteria, 2 lampisteries, 4 electricistes, 3 empreses de construcció, 4 perruqueries, 1 veterinari, 5 restaurants, 6 agències immobiliàries, 1 tintoreria i 2 salons de bellesa.
Dels 13 establiments comercials que hi havia el 2009, 1 era un hipermercat, 1 una gran superfície de material de bricolatge, 3 fleques, 1 una fleca, 2 botigues de roba, 1 una botiga de roba, 1 una sabateria, 1 una botiga de mobles i 2 floristeries.

## Equipaments sanitaris i escolars
Els 3 equipaments sanitaris que hi havia el 2009 eren farmàcies.
El 2009 hi havia 3 escoles maternals i 4 escoles elementals. A Villepreux hi havia 1 col·legi d'educació secundària i 1 liceu d'ensenyament general. Als col·legis d'educació secundària hi havia 616 alumnes i als liceus d'ensenyament general 766.

## Poblacions més properes
El següent diagrama mostra les poblacions més properes.